# 马圈子乡
马圈子乡，是中华人民共和国辽宁省抚顺市抚顺县下辖的一个乡镇级行政单位。

## 行政区划
马圈子乡下辖以下地区：
马圈子村、西川村、太平村、草盆村、红石村和金斗村。